# Iris koenigii
Iris koenigii là một loài thực vật có hoa trong họ Diên vĩ. Loài này được Sosn. miêu tả khoa học đầu tiên năm 1938.